# Thoracochaeta nigripennis
Thoracochaeta nigripennis är en tvåvingeart som först beskrevs av Oswald Duda 1918.  Thoracochaeta nigripennis ingår i släktet Thoracochaeta och familjen hoppflugor. Inga underarter finns listade i Catalogue of Life.